# Stazione di Polignano a Mare
La stazione di Polignano a Mare è una stazione ferroviaria ubicata sulla linea Adriatica, tratto di linea Bari-Lecce a servizio dell'omonimo comune. La circolazione dei treni è esercita con DCO con sede nel Posto Centrale SCC di Bari Lam. ta.Il distanziamento dei treni è con BCA banalizzato; la velocità max è di 150 km/h.

## Strutture e Impianti
A servizio della stazione di Polignano a Mare sono disponibili tre binari, 4 comunicazioni funzionali all’accesso dei relativi binari adibiti al s.v.+ 1 comunicazione adibita all’accesso allo scalo merci . Il binario 1 è il binario di corretto tracciato per i treni provenienti da Bari e diretti a Lecce. Il binario 2 è il binario di corretto tracciato per i treni provenienti da Lecce e diretti a Bari. Il binario 3 viene utilizzato per l’uso promiscuo delle precedenze sia per i treni dispari che per i treni pari. La stazione è allacciata lato monte con uno scalo merci attualmente utilizzato per la sosta dei mezzi d’opera. In passato lo scalo merci unitamente ad un’asta di manovra (mai realizzata e con un’estesa prevista fino al km 683) erano sorti per la sosta e lo smistamento dei carri merci di derrate della società Interfrigo. Iniziarono le attività di sbancamento fine anni 1980 inizi anni 1990…. ma la posa in opera di tutti i binari non fu mai completata se non nel 2021….ma per altri scopi (sosta mezzi d’opera). Nel frattempo si aprirono dei contenziosi tra l’ex-Ente FS ed i proprietari dei terreni sfrattati che non vedendo l’opera mai realizzata chiesero la restituzione dei terreni…..l’epilogo è ben noto….con i ricorrenti che persero la causa …..per via della posa in opera di un solo binario! In passato il binario 3 era raccordato con la ditta di orto frutta SOP.

## Servizi
La stazione dispone di:
- Biglietteria automatica
- Sala d'attesa (attualmente chiusa)
- Servizi igienici (attualmente non disponibili)
- Servizio PRM; la stazione non è abilitata al servizio, ma è presente un ascensore a servizio dei binari 2 e 3.

## Cinema
La stazione compare nel film Cado dalle nubi del 2009